# Andrea Monorchio
Andrea Monorchio (Reggio Calabria, 24 giugno 1939) è un economista e dirigente pubblico italiano, diciassettesimo Ragioniere generale dello Stato dal 1º settembre 1989 al 30 giugno 2002.
Cavaliere di Gran Croce della Repubblica Italiana, Medaglia d'Oro alla Sanità Pubblica e Appuntato ad Honorem della Guardia di Finanza

## Biografia
Nato a Reggio Calabria da una benestante famiglia calabra, entra al Ministero del tesoro a Roma nel 1968, tre anni dopo essersi laureato in economia e commercio e a dieci anni esatti dal suo ingresso nella pubblica amministrazione che risale al 1958, all'età di 19 anni. Per trentaquattro anni è stato contabile dello Stato e negli ultimi 13 il contabile più alto in grado con la qualifica di Ragioniere generale dello Stato. Nell'arco degli anni novanta si è trovato più volte a gestire la contabilità pubblica di fronte alle crisi finanziarie soprattutto nell'estate del 1992, quando l'Italia rischia la bancarotta, uscendone in settembre quando il premier Giuliano Amato vara i decreti di svalutazione della lira. Nel 1997 con Carlo Azeglio Ciampi al Tesoro e Romano Prodi a Palazzo Chigi l'Italia centra l'obiettivo dell'ingresso in Europa, riuscendo ridurre il rapporto deficit/PIL dal 6,8% al 2,7%, uno dei tre parametri di Maastricht.
Monorchio viene nominato alla guida della Ragioneria generale dello Stato nel settembre 1989 dal ministro Guido Carli del Governo Andreotti VI proseguendo nell’incarico con ministri di diverso schieramento politico fino al 2002, quando viene nominato alla guida di Infrastrutture S.p.A. la neonata società del Tesoro nata per finanziare le grandi opere pubbliche. In agosto 2002 Monorchio lascia il posto di Ragioniere Generale dello Stato a Vittorio Grilli. Il 18 ottobre 2011 viene nominato Vice Presidente della Banca Popolare di Vicenza, allora presediuta da Gianni Zonin. Il 28 aprile 2022 la cassazione con le sentenze n. 13445 e 13446 ha confermato le sanzioni Consob per la vendita delle azioni della Banca Popolare di Vicenza.

## Carriera e cariche ricoperte
- Laureato in Economia e Commercio presso l'Università di Messina.
- Laurea Honoris Causa in Giurisprudenza conferita dall'Università di Sassari.
- Abilitato all'esercizio della professione di Dottore Commercialista.
- Iscritto nel Registro dei Revisori Legali dei Conti tenuto dal Ministero dell'economia e delle finanze.
- Professore ordinario di Contabilità di Stato presso la facoltà di Scienze politiche dell'Università di Siena.
- Docente di Economia della spesa pubblica presso la Facoltà di Economia della Libera Università Internazionale degli Studi Sociali (LUISS).
- Membro del Comitato Scientifico del Master in Diritto e gestione dei servizi pubblici presso la Libera Università Maria Santissima Assunta (LUMSA).
- Docente presso l'Accademia della Guardia di Finanza nella materia di Contabilità di Stato a partire dall'anno accademico 1996-1997. Nell'anno accademico 2003-2004 ha tenuto un ciclo di conferenze per gli ufficiali superiori della Guardia di Finanza frequentatori della Scuola Superiore di Polizia Tributaria.
- È stato docente a contratto, nelle discipline di contabilità di Stato e di Economia della finanza pubblica a partire dall'anno accademico 1989-1990, presso le Università di Genova, di Parma, di Roma "La Sapienza".
- È stato docente presso la Scuola superiore della pubblica amministrazione.
- Dipendente dell'Amministrazione dello Stato dal 1958, è nominato Direttore generale del Ministero del Tesoro – Ragioneria generale dello Stato – nel 1983.
- Dal 1º settembre 1989 al 30 giugno 2002 XVII Ragioniere generale dello Stato.
- Dal 1º luglio 2002 al 19 settembre 2014 Presidente di Consap, società concessionaria dei servizi assicurativi pubblici.
- Dal 9 dicembre 2002 Presidente di Infrastrutture S.p.A.
- Dal mese di gennaio 2005
  - Componente del COMITATO GARANTI Maremoto in Asia.
  - Presidente dei Collegi sindacali di Eni S.p.A., Fintecna S.p.A., Telespazio S.p.A.
  - Consigliere di amministrazione dell'ISCONA – Istituto di Contabilità Nazionale.
  - Componente del Comitato Scientifico della Rivista Economia Italiana e Review of Economic Conditions in Italy.
  - Coordinatore del Comitato Scientifico THE Ageing Society.
  - Componente del Comitato Direttivo del CERMEF – Centro di Ricerca sui Mercati Finanziari.
  - Componente della Commissione Scientifica “Osservatorio Giordano dell'Amore”.
- Nel settembre 2006 viene chiamato dal presidente della Regione Calabria Agazio Loiero a ricoprire la carica di advisor nella nuova giunta regionale per quanto riguarda la consulenza in materia economica.
- Consigliere di amministrazione di Micoperi.[3]
- Dal 2011 è Vice Presidente della Banca Popolare di Vicenza.

## Opere
Monorchio - Mottura
- Compendio di Contabilità di Stato, Cacucci Editore, 2004
- Gli effetti sulla finanza pubblica, in Minerva, n. 222, dicembre 2004
- I conti delle amministrazioni pubbliche nel nuovo SEC-95, In Scritti in memoria del Professor Francesco Parrillo, in corso di stampa
- La finanza pubblica dopo Maastricht, in Civiltà del Lavoro, n. 2, anno XLIX, luglio 2004.
- La finanziaria 2002: prime valutazioni, in Fondazione Roma Europa Quaderni n. 0, edito da Palombi & Partner, aprile 2004
- Risorse da pianificare, in Dossier Europa, rivista ufficiale commissione europea, n. 32, settembre 2003.
- Potenziare la finanza di progetto, in Civiltà del Lavoro, n. 1, anno XLVIII, aprile 2003.
- La finanza pubblica italiana ed il patto di stabilità e crescita, in Rivista trimestrale della Scuola di perfezionamento per le Forze di Polizia, numero unico, gennaio – dicembre 2002 ed. Istituto Poligrafico e Zecca dello Stato S.p.A.
- La Finanza pubblica nell'unione monetaria europea, Atti del Convegno L'Europa in trasformazione, tenutosi a Siena 20, 21, 22 maggio 2002 e organizzato dalla Società Italiana Economia Demografia e Statistica
- L'e-government come catalizzatore dell'innovazione amministrativa, in Per uno Stato amico. Il ruolo dell'e-government a cura di Luigi Tivelli e Giuseppe Traversa, Edizioni Angelo Guerini e Associati S.p.A., marzo 2002
- Nuove virtù al posto di antichi vizi, In Voci dai quartieri Urban –, a cura del Ministero delle infrastrutture e dei Trasporti, febbraio 2002 Italprint 90 – Roma
- Il Patto di stabilità e crescita tra ipotesi di miglioramento e di superamento, in Rivista Bancaria, anno LVIII (nuova serie) n. 1, gennaio-febbraio 2002, edito Minerva Bancaria S.r.l

Monorchio - Verde
- Temi di finanza pubblica 2, Cacucci Editore, dicembre 2001
- Patto di Stabilità e di crescita, in Incontri, rivista del Gruppo Bancario Banca Popolare dell'Emilia e Romagna, anno XXVII, n. 68, aprile-giugno 2001, Editore Arbe editoriale pubblicitaria s.r.l.
- Federalismo e finanza pubblica: alcuni dati di base, in Temi di finanza pubblica a cura di Antimo Verde, Cacucci Editore, giugno 2001
- La finanza pubblica europea: risultati e prospettive, in Euro 2002 atti Conferenza Straordinaria “Vantaggi e Rischi dell'euro: i criteri di convergenza e le politiche fiscali” tenutasi a Genova 5-8 aprile 2001 organizzata dalla Cassa Nazionale di Previdenza e Assistenza Forense
- Tra pensione e mercato finanziario, in Risparmio oggi, rivista bimestrale della Banca di Roma, n. 1º gennaio – febbraio 2001, anno XVII, ed Fotogramma S.r.l.
- Il futuro del nostro sistema previdenziale, in Civiltà del lavoro, n. 1º gennaio- febbraio 2001, ed. Federazione Nazionale Cavalieri del Lavoro
- Information Technology e spesa pubblica: dal piano triennale AIPA alla Finanziaria 2001, in Iter Legis, atti Tavola Rotonda tenutasi a Roma il 21 novembre 2000 presso la Camera dei Deputati, anno V, dicembre 2000 - febbraio 2001, ed. R.I.S.L.
- Il processo di invecchiamento demografico, in The Ageing Society Longevità e salute nel III Millennio, atti Convegno organizzato dalla Camera dei Deputati La società che invecchia: strategie sociali, economiche e politiche per una vita qualitativamente migliore tenutosi a Roma il 15 marzo 2001
- Prospettive e proiezioni della spesa previdenziale, in Scenari sulla previdenza privata e pubblica, atti del convegno organizzato dalla Cassa Nazionale di Previdenza e Assistenza Forense tenutosi a Roma il 15-16 novembre 2000
- La Riforma della Legge di bilancio, in ITER LEGIS, settembre – novembre 2000, anno IV, ed. R.I.S.L.
- Lo sviluppo della previdenza complementare, in PQTC Per tutti quelli che…., n. 7,ottobre 2000, anno 1, ed. Gruppo S.I.T.E S.r.l..
- Le infrastrutture fan bene al bilancio, in Summa n. 152, aprile 2000, anno XVII (4/00), ed. Promedia S.r.l.
- La spesa sociale negli ultimi 15 anni: prospettive ed elementi di discussione, in Economia Italiana, n. 1, 2000, ed. Banca di Roma.
- Pension System, in International Journal of Public Administration, Special issue, volume 23, nn.2 e 3, 2000, ed. Marcel Dekker, inc. New York.
- La politica economica nell'unione monetaria europea: ruolo delle politiche di bilancio nazionali e del bilancio comunitario, in Il diritto dell'economia, n. 3, 1999, Mucchi editore, Modena.
- Conti pubblici: risanamento senza lacrime, in Mondo Sociale, anno 5, n. 12, dicembre 1999, ed Mondo Sociale S.r.l.

Monorchio - Tivelli
- Viaggio italiano. Vizi e virtù dell'Italia in Europa, Mondadori Editore, febbraio 2002
- Dove va l'Italia. Guerini Editore, ottobre 1999.
- L'esperienza del Ministero del tesoro, del bilancio e della programmazione economica. in La formazione della classe dirigente per l'Europa atti del convegno Forum Palazzo Montecitorio – Sala della Lupa 14 gennaio 1999 organizzato dall'Associazione Consiglieri parlamentari della Camera dei Deputati, ed. Stab. Tipografici Carlo Colombo S.p.A.
- Dai vincoli di Maastricht al Patto di stabilità e crescita. in Rivista della Guardia di Finanza, anno XLVIII, n. 1 – gennaio-febbraio 1999, a cura del Comando Generale della Guardia di Finanza.
- Invecchiamento della popolazione e spesa sanitaria, in Atti del convegno Osteoporosi: il tarlo silenzioso, 26 novembre 1998, a cura della Fondazione AILA e Fondazione BNC, 1999 ed. CANGEMI
- L'Unione Monetaria Europea: una tappa fondamentale per costruire l'Europa dei popoli. in L'Europa di Maastricht. Il ruolo dei Paesi Mediterranei e la questione lavoro, atti del Convegno a cura dell'Associazione ex Consiglieri Regionali della Calabria e del Coordinamento nazionale Associazioni ex Consiglieri Regionali, 16 maggio 1998, ed. ISTAR.
- La fiscalità d'impresa tra Dit ed Irap. in Il fisco, Giornale Tributario, anno XXI, n. 2 - 12 gennaio 1998, ed. Editoriale Tributaria Italiana S.p.A.
- Il nuovo regime tributario degli enti non commerciali e delle ONLUS, in AVIS SOS, anno XLIX, n. 5, dicembre 1997
- Tendenze demografiche e spesa sanitaria, in Politica e Mezzogiorno, Nuova Serie, anno VI, nn. 3/4 - luglio/dicembre 1997, edito dall'Istituto Poligrafico e Zecca dello Stato - Libreria dello Stato
- Implicazioni dell'unificazione dei Ministeri del Tesoro e del Bilancio e della Programmazione Economica, in Politica e Mezzogiorno, Nuova Serie, anno VI, nn. 3/4 - luglio/dicembre 1997, edito dall'Istituto Poligrafico e Zecca dello Stato - Libreria dello Stato
- L'ingresso dell'Italia nell'Euro : gli effetti sulla finanza pubblica, in Politica e Mezzogiorno, Nuova Serie, anno VI, nn. 3/4 - luglio/dicembre 1997, edito dall'Istituto Poligrafico e Zecca dello Stato - Libreria dello Stato
- La ristrutturazione del Bilancio dello Stato e l'accorpamento del Ministero del Tesoro e del Ministero del Bilancio e della Programmazione Economica, in Politica e Mezzogiorno, Nuova Serie, anno VI, nn. 3/4 - luglio/dicembre 1997, edito dall'Istituto Poligrafico e Zecca dello Stato - Libreria dello Stato
- Soprattutto economia di gestione, in Un'altra Calabria - Lo sviluppo della regione nelle idee dei calabresi della diaspora, a cura di Roberto Messina, anno 1997, edito dalla Camera di Commercio, Industria, Agricoltura, Artigianato di Catanzaro
- Dinamica e nuovi criteri di gestione dei conti pubblici, in Il Diritto dell'economia, n. 2 anno 1997, Mucchi Editore
- Scenari demografici e recupero di efficienza del sistema sanitario, con particolare riguardo alla realtà del Mezzogiorno, in Politica e Mezzogiorno, Nuova Serie, anno VI, n. 2 - aprile/giugno 1997, edito dall'Istituto Poligrafico e Zecca dello Stato - Libreria dello Stato
- Accordi di Maastricht e finanza pubblica, in Politica e Mezzogiorno, Nuova Serie, anno VI, n. 2 - aprile/giugno 1997, edito dall'Istituto Poligrafico e Zecca dello Stato - Libreria dello Stato
- Previdenza complementare : quali prospettive per il modello italiano? ,in Politica e Mezzogiorno, Nuova Serie, anno VI, n. 2 - aprile/giugno 1997, edito dall'Istituto Poligrafico e Zecca dello Stato - Libreria dello Stato
- L'analisi dei risultati gestionali nel processo di riforma della Pubblica Amministrazione, in Politica e Mezzogiorno, Nuova Serie, anno VI, n. 2 - aprile/giugno 1997, edito dall'Istituto Poligrafico e Zecca dello Stato - Libreria dello Stato
- La finanza pubblica nella prospettiva di Maastricht, in Libro Aperto, anno XVI, n. 8 Nuova Serie, gennaio - marzo 1997, edito Nuove Edizioni - Soc. Coop. Ar. L.
- Analisi dei costi della Pubblica Amministrazione - Sperimentazione presso la Guardia di Finanza, in Politica e Mezzogiorno, Nuova Serie, anno VI, n. 1 - gennaio /marzo 1997, edito dall'Istituto Poligrafico e Zecca dello Stato - Libreria dello Stato
- Le prospettive di sviluppo dell'economia marittima, in Politica e Mezzogiorno, Nuova Serie, anno VI, n. 1 - gennaio/marzo 1997, edito dall'Istituto Poligrafico e Zecca dello Stato - Libreria dello Stato
- Nuovo meridionalismo e vecchi tabù, in Politica e Mezzogiorno, Nuova Serie, anno VI, n. 1 - gennaio/marzo 1997, edito dall'Istituto Poligrafico e Zecca dello Stato - Libreria dello Stato
- I parametri di Maastricht e la finanza pubblica, in Rivista Bancaria, anno LIII (nuova serie) n. 1º gennaio-febbraio 1997, edito Minerva Bancaria S.r.l
- I trasporti e la spesa pubblica, in 30 anni di trasporti in Italia, anno 1996, edito dall'Istituto Poligrafico e Zecca dello Stato - Libreria dello Stato
- Dal finanziamento pubblico alla partecipazione dei privati, in Politica e Mezzogiorno, Nuova Serie, anno V, n. 4 - ottobre/dicembre 1996, edito dall'Istituto Poligrafico e Zecca dello Stato - Libreria dello Stato
- L'evoluzione della funzione di controllo per un'Europa senza frodi, in Politica e Mezzogiorno, Nuova Serie, anno V, n. 4 - ottobre/dicembre 1996, Edito dall'Istituto Poligrafico e Zecca dello Stato - Libreria dello Stato
- Una ricerca sugli effetti delle tendenze evolutive della popolazione italiana sui sistemi pensionistico, sanitario e scolastico: le motivazioni, in Politica e Mezzogiorno, Nuova Serie, Anno V, n. 4 - ottobre/dicembre 1996, Edito dall'Istituto Poligrafico e Zecca dello Stato - Libreria dello Stato
- Il bilancio dello Stato, in Nuovi strumenti di lavoro per futuri professionisti, Atti del Seminario di Studio per i docenti delle discipline economico-aziendali su "Il bilancio di esercizio degli enti creditizi: aspetti normativi, problemi operativi, soluzioni ipotizzabili" tenutosi a Roma il 12 marzo 1996, Edito da LE MONNIER - Il Sole 24 Ore Scuola
- Il controllo di gestione: un ponte tra il settore pubblico e il settore privato, in Politica e Mezzogiorno, Nuova Serie, Anno V, n. 3 - luglio/settembre 1996, Edito dall'Istituto Poligrafico e Zecca dello Stato - Libreria dello Stato
- I BOC e il debito pubblico, in Politica e Mezzogiorno, Nuova Serie, Anno V, n. 3 - luglio/settembre 1996, Edito dall'Istituto Poligrafico e Zecca dello Stato - Libreria dello Stato
- Le prospettive per la finanza pubblica e le regole di Maastricht, in Politica e Mezzogiorno, Nuova Serie, Anno V, n. 3 - luglio/settembre 1996, Edito dall'Istituto Poligrafico e Zecca dello Stato - Libreria dello Stato
- Fabio Besta, il Maestro della moderna Ragioneria, in Rivista Italiana di Ragioneria e di Economia Aziendale, Anno XCVI, luglio - agosto 1996 - n. 7 e 8, Casa Editrice RIREA di Giovanna Nobile
- Provocazioni istituzionali: l'art. 81 della Costituzione è sempre valida?, in Politica e Mezzogiorno, Nuova Serie, Anno V, n. 2 - aprile/giugno 1996, Edito dall'Istituto Poligrafico e Zecca dello Stato - Libreria dello Stato
- Una autorecensione, in Politica e Mezzogiorno, Nuova Serie, Anno V, n. 2 - aprile/giugno 1996, Edito dall'Istituto Poligrafico e Zecca dello Stato - Libreria dello Stato
- Il malessere fiscale, in Politica e Mezzogiorno, Nuova Serie, Anno V, n. 2 - aprile/giugno 1996, Edito dall'Istituto Poligrafico e Zecca dello Stato - Libreria dello Stato
- Lo scenario informatico: la rete unitaria della Pubblica Amministrazione, in Politica e Mezzogiorno, Nuova Serie, Anno V, n. 2 - aprile/giugno 1996, Edito dall'Istituto Poligrafico e Zecca dello Stato - Libreria dello Stato
- Verso nuove forme di controllo, in Politica e Mezzogiorno, Nuova Serie, Anno V, n. 2 - aprile/giugno 1996, Edito dall'Istituto Poligrafico e Zecca dello Stato - Libreria dello Stato
- Un nuovo sistema integrato per controllare bene i conti, in Telèma, attualità e futuro della società multimediale, Economia. Telematica, Finanza e Mercati - Editore Fondazione Ugo Bordoni -anno II, estate 1996.
- Investimenti pubblici, risorse comunitarie e 'impasse' amministrativa, in Autostrade, anno 38, gennaio-marzo 1996, n. 1, Edito da Autostrade, Concessioni e Costruzioni Autostrade S.p.A.
- Verso il contenimento strutturale della spesa pubblica, in Rivista bancaria, Edizioni Minerva bancaria, n. 2, marzo/aprile 1996.
- Spesa pubblica: il difficile connubio tra scelte efficaci e tempi rapidi, in Il nuovo Corriere dei Costruttori, Anno 75, n. 4, aprile 1996, Edito da EDILSTAMPA
- Il controllo di ragioneria. Profili evolutivi, in Politica e Mezzogiorno, Nuova Serie, Anno V, n. 1 - gennaio/marzo 1996, Edito dall'Istituto Poligrafico e Zecca dello Stato - Libreria dello Stato
- Gli indicatori economico-finanziari, in Politica e Mezzogiorno, Nuova Serie, Anno V, n. 1 - gennaio/marzo 1996, Edito dall'Istituto Poligrafico e Zecca dello Stato - Libreria dello Stato
- I controllori finanziari nell'Unione Europea, in Politica e Mezzogiorno, Nuova Serie, Anno V, n. 1 - gennaio/marzo 1996, Edito dall'Istituto Poligrafico e Zecca dello Stato - Libreria dello Stato
- Conti pubblici: i progressi e gli obiettivi, in Il quaderno di Icaro, febbraio 1996, Editore Circolo Aziendale Breda.
- (a cura) La finanza pubblica italiana dopo la svolta del 1992, IL MULINO Editore, febbraio 1996.
- L'uso razionale delle risorse, in Dossier Europa, Anno VIII, n.18 gennaio 1996, Edito dalla Rappresenta in Italia della Commissione Europea.
- L'attesa è perdente, occorre attivarsi, in La regione Calabria, Anno XXII, n. 11-12, novembre-dicembre 1995
- Le Lezioni di Gioia Tauro, in Politica e Mezzogiorno, Nuova Serie, Anno IV n.4 ottobre/dicembre 1995, Edito dall'Istituto Poligrafico e Zecca dello Stato - Libreria dello Stato
- Il controllo dei flussi finanziari Italia-Unione Europea, in Politica e Mezzogiorno, Nuova Serie, Anno IV n. 4 ottobre/dicembre 1995, Edito dall'Istituto Poligrafico e Zecca dello Stato - Libreria dello Stato
- Pianificazione, programmazione e controllo della gestione nella Pubblica Amministrazione, in Politica e Mezzogiorno, Nuova Serie, Anno IV n. 3 luglio / settembre 1995, Edito dall'Istituto Poligrafico e Zecca dello Stato - Libreria dello Stato
- L'utilizzo dei fondi strutturali comunitari, in Politica e Mezzogiorno, Nuova Serie, Anno IV n. 3 luglio / settembre 1995, Edito dall'Istituto Poligrafico e Zecca dello Stato - Libreria dello Stato
- Il controllo di gestione, in Politica e Mezzogiorno, Nuova Serie, Anno IV n. 3 - luglio / settembre 1995, Edito dall'Istituto Poligrafico e Zecca dello Stato - Libreria dello Stato
- Tavola rotonda: Ipotesi di riforma del Bilancio e della Finanza pubblica, in Iter Legis, Anno II, n. 2 - 3/1995, Edito dall'Istituto Poligrafico e Zecca dello Stato - Libreria dello Stato
- Il costo della cultura, in Economia Italiana, n. 2, Anno 1995,- maggio / agosto, Edizioni Banca di Roma, Gruppo Cassa di Risparmio di Roma
- Il ruolo della Ragioneria Generale dello Stato, oggi - in breve, in Politica e Mezzogiorno, Nuova Serie Anno IV n. 2 - aprile / giugno 1995, Edito dall'Istituto Poligrafico e Zecca dello Stato - Libreria dello Stato
- Effetti macroeconomici dell'investimento T.A.V. sulle imprese, sul territorio, sulla finanza, in Politica e Mezzogiorno, Nuova Serie Anno IV n. 2 - aprile / giugno 1995, Edito dall'Istituto Poligrafico e Zecca dello Stato - Libreria dello Stato
- Un approccio alla riforma del bilancio, in Politica e Mezzogiorno, Nuova Serie Anno IV n. 2 - aprile / giugno 1995, Edito dall'Istituto Poligrafico e Zecca dello Stato - Libreria dello Stato
- Il controllo parlamentare sul bilancio dello Stato e, più in generale, sulla finanza pubblica in una democrazia maggioritaria, in Politica e Mezzogiorno, Nuova Serie Anno IV n. 2 - aprile / giugno 1995, Edito dall'Istituto Poligrafico e Zecca dello Stato - Libreria dello Stato
- Il quadro congiunturale, in Politica e Mezzogiorno, Nuova Serie Anno IV n. 2 - aprile / giugno 1995, Edito dall'Istituto Poligrafico e Zecca dello Stato - Libreria dello Stato
- Legislazione speciale e procedure, in Un programma per la Roma GIUBILEO, atti della convenzione del 2-3 maggio 1995, Edito dal comune di Roma 1995
- Informatica pubblica. Sistemi ad alto livello, in Pubblica Amministrazione oggi, Anno XIX n. 3 - marzo 1995, Edito da MAGGIOLI
- Informazione e Amministrazione, in Politica e Mezzogiorno, Nuova Serie Anno IV n. 1 - gennaio /marzo 1995, Edito dall'Istituto Poligrafico e Zecca dello Stato - Libreria dello Stato
- Gli squilibri del sistema previdenziale e il nodo della separazione tra previdenza e assistenza, in Politica e Mezzogiorno, Nuova Serie, Anno IV n. 1 - gennaio / marzo 1995, Edito dall'Istituto Poligrafico e Zecca dello Stato - Libreria dello Stato
- La riforma della finanza pubblica, in Iter Legis, Anno I, n. 6, novembre-dicembre 1994, Edito dall'Istituto Poligrafico e Zecca dello Stato - Libreria dello Stato
- Introduzione a una riforma, in Politica e Mezzogiorno Nuova Serie Anno III n. 4 - ottobre/dicembre 1994, Edito dall'Istituto Poligrafico e Zecca dello Stato - Libreria dello Stato
- Il documento di programmazione economico - finanziaria per il triennio 1995/1997, in Politica e Mezzogiorno, Nuova Serie Anno III n. 4 - ottobre / dicembre 1994, Edito dall'Istituto Poligrafico e Zecca dello Stato - Libreria dello
- Profili Istituzionali della Finanza Pubblica e prospettive di risanamento, Conferenza anno accademico 1993/1994, Suppl. al n. 3 della Rassegna dell'Arma dei Carabinieri - luglio / settembre 1994.
- Between the devil and the deep blue sea, in Lombard - The Italian Magazine of International Finance (vol. VIII n. 5/1994 ed. speciale, ottobre 1994) - Edito da Paolo PANERAI
- Prospettive del sistema previdenziale italiano, in Politica e Mezzogiorno, nuova serie, anno 1994, n.3, Edito dall'Istituto Poligrafico e Zecca dello Stato - Libreria dello Stato
- La Previdenza in Italia dopo la riforma del 1992: problemi e proposte, in Politica e Mezzogiorno nuova serie, anno 1994 n.3, Edito dall'Istituto Poligrafico e Zecca dello Stato - Libreria dello Stato
- Pubblica Amministrazione e System Integration: una scelta strategica per l'azienda Italia, in Politica e Mezzogiorno nuova serie, anno 1994 n.2, Edito dall'Istituto Poligrafico e Zecca dello Stato - Libreria dello Stato
- Le matrici storiche e culturali della Ragioneria, in Politica e Mezzogiorno nuova serie, anno 1994 n.2, Edito dall'Istituto Poligrafico e Zecca dello Stato - Libreria dello Stato
- Lo Stato imprenditore e il finanziamento delle infrastrutture pubbliche; la vicenda T.A.V., in Politica e Mezzogiorno nuova serie, anno 1994 n.2, Edito dall'Istituto Poligrafico e Zecca dello Stato - Libreria dello Stato
- La sessione di bilancio 1994, in Politica e Mezzogiorno nuova serie, anno 1994 n.2, Edito dall'Istituto Poligrafico e Zecca dello Stato - Libreria dello Stato
- Luca Pacioli e la matematica del Rinascimento, in Politica e Mezzogiorno nuova serie, anno 1994 n.1, Edito dall'Istituto Poligrafico e Zecca dello Stato - Libreria dello Stato
- Profili istituzionali e prospettive di risanamento della finanza pubblica, in Politica e Mezzogiorno nuova serie, anno 1994 n.1, Edito dall'Istituto Poligrafico e Zecca dello Stato - Libreria dello Stato
- Il Bilancio tra indirizzo politico del Governo e controllo del Parlamento. Profili storici e prospettive, estratto dal volume: Lo Stato delle istituzioni italiane. Problemi e prospettive. GIUFFRÈ Editore Anno 1994 - (Atti del Convegno, Accademia dei Lincei, Roma 30 giugno / 2 luglio 1993).
- Le statistiche sulle retribuzioni di fatto e sul costo del lavoro: apporti per un dibattito, in Rassegna di statistiche del lavoro, Confindustria n. 4, anno 1993.
- Cutting Budget: where?, in Lombard the Italian Magazine of International Finance (vol. VII n. 5/1993 edizione speciale, ottobre 1993) - Edito da Paolo PANERAI e Guido SALERNO
- Un nuovo assetto istituzionale per il governo della finanza pubblica nella visione di Guido Carli, in Economia Italiana, n. 3 - settembre/dicembre, anno 1993, edito Banca di Roma, Gruppo Cassa di Risparmio di Roma.
- Regole nuove per il rifinanziamento privato delle infrastrutture, in Politica e Mezzogiorno nuova serie, anno 1993, n. 3, Edito dall'Istituto Poligrafico e Zecca dello Stato - Libreria dello Stato
- Politiche pubbliche nel settore dell'energia: risorse naturali e risorse fiscali in rinnovato equilibrio, in Politica e Mezzogiorno nuova serie, anno 1993 n. 3, Edito dall'Istituto Poligrafico e Zecca dello Stato - Libreria dello Stato
- Nuove professionalità per una pubblica amministrazione all'altezza dell'Europa, in Politica e Mezzogiorno nuova serie, anno 1993 n.3, Edito dall'Istituto Poligrafico e Zecca dello Stato - Libreria dello Stato
- Aspetti finanziari delle emergenze, in STOP Disasters, n. 13, maggio / giugno 1993 (estratto dagli atti del Convegno Nazionale "Prevenzione dei disastri naturali, qualità ambientale, sviluppo sostenibile" 14 - 15 ottobre 1992, Ravello), pubblicato dall'Osservatorio Vesuviano
- Quale intervento per il Mezzogiorno, in Politica e Mezzogiorno, nuova serie, anno 1993, n.1, Edito dall'Istituto Poligrafico e Zecca dello Stato - Libreria dello Stato
- Publimatica: la scelta della Pubblica Amministrazione nel campo dell'informatica, in Politica e Mezzogiorno nuova serie, anno 1993 n.1, Edito dall'Istituto Poligrafico e Zecca dello Stato - Libreria dello Stato
- Costituzionalismo fiscale e riforma dell'assetto contabile in Italia, in Politica e Mezzogiorno nuova serie, anno 1993 n.1, Edito dall'Istituto Poligrafico e Zecca dello Stato - Libreria dello Stato
- Il risanamento della finanza pubblica: strumento per la stabilità economica e finanziaria, in Rivista della Guardia di Finanza, anno 1992 n.5, Centro Tipografico Fiamme Gialle di Roma.

Monorchio - Giannini - De Ioanna
- Sulla legittimità costituzionale di alcune leggi di spesa : Considerazioni sulla decisione della Corte, in Politica e Mezzogiorno nuova serie, anno 1992 n.4, edito dall'Istituto Poligrafico e Zecca dello Stato.
- La guida della finanza pubblica negli anni novanta, in Politica e Mezzogiorno, nuova serie, anno I, gennaio-giugno 1992, n. 1-2, edito dall'Istituto Poligrafico e Zecca dello Stato.
- La riqualificazione della spesa pubblica ed il controllo delle sue principali componenti: sanità, pensioni, enti locali, istruzione, in Economia Italiana, Roma 1992, n. 2, edito da Banca di Roma, Gruppo Cassa di Risparmio di Roma.
- La finanza pubblica nella prospettiva di Maastricht, in Rivista Bancaria, Edizioni Minerva Bancaria, Roma 1992, n. 3.
- Stato della spesa pubblica in Italia, in Lavoro pubblico e spesa pubblica, Marsilio Editori, Venezia 1992.
- La riforma del bilancio dello Stato, in Credito Popolare, Roma 1991, n. 6, Ed. Associazione Nazionale fra le Banche Popolari.
- I cinquant'anni della legge di riforma della Ragioneria Generale dello Stato. La validità della legge di riforma del 1939, in Credito Popolare nn. 3/6 - marzo/giugno, anno 1990, Ed. Associazione Nazionale fra le Banche popolari.
- I problemi aperti nella programmazione della finanza pubblica, in Diritto ed Economia , anno 1989, n. 3 MAGGIOLI Editore.

Monorchio - Spaziante
- Fondi speciali negativi, in Dizionario di contabilità pubblica, Ed. GIUFFRÈ 1989.
- Il raccordo fra contabilità pubblica e contabilità nazionale, in Rivista bancaria - Edito da Minerva Bancaria, marzo - aprile 1988, nn. 3-4
- Considerazioni e proposte per l'applicazione dell'articolo 22, ultimo comma, della legge 5 agosto 1978, n. 468, in Amministrazione e contabilità, n. 1, 1987, Edito da CENSAT S.r.l..

Monorchio - Pacifico - De Ioanna
- Il leasing nella pubblica amministrazione, in Le Società, mensile di informatica giuridica: commerciale societario, fiscale (IPSOA), anno IV, ottobre 1985, n. 10, ed IPSOA.

Monorchio - Gambale
- Previsioni pluriennali di bilancio: commenti e indicazioni, in Il bilancio tra Governo e Parlamento, a cura di Sergio RISTUCCIA, Roma 1984, Edito da Fondazione Adriano OLIVETTI

Monorchio - Laccesaglia - De Ioanna
- Il bilancio dello Stato - Parte II : La formazione del bilancio, Roma 1983, Scuola Superiore della Pubblica Amministrazione, Edito dall'Istituto Poligrafico e Zecca dello Stato.
- Procedure di formazione del bilancio di competenza e di cassa dello Stato, in La Gestione della Tesoreria nel bilancio del settore pubblico pubblicato da FORMEZ Centro di formazione e Studi per il Mezzogiorno Napoli 1984.

Monorchio - Barbieri
- Budgeting in Italy, in Budgetary problems in the 1980s (numero monografico di "Public Budgeting & Finance", autunno 1982, vol. II, n. 3), Edito Fondazione OLIVETTI.
- Principali aspetti contabili, giuridici ed economici del ricorso al mercato della legge n. 468 del 1978, Relazione per l'incontro di studi: Esperienze e prospettive, Perugia, maggio 1981, in La riforma del bilancio dello Stato, a cura di A. Tramontana, 1982, MAGGIOLI Editore Rimini.
- Relazione dell'Italia su di un caso di riduzione di spesa, atti riunioni presso l'OCSE per uno scambio di esperienze sul tema del controllo delle spese pubbliche. Parigi 2-3 giugno 1981.
- La Ragioneria Generale dello Stato nel processo di formazione del bilancio, atti del Seminario di Studi sul Bilancio dello Stato e sulla spesa pubblica tenutosi presso l'Università degli Studi di Siena, marzo 1981

Monorchio - De Ioanna
- Bilancio dello Stato e riserva di investimento nel Mezzogiorno. Una verifica, in Democrazia e diritto, n. 3 - 4, 1980, Edito da Democrazia e diritto
- Note sulla programmazione della spesa pubblica in Italia, in Amministrazione e contabilità, n. 1- 2, 1980, Edito Istituto di Studi sulla Contabilità Pubblica.
- Implicazione della legge 5 agosto 1978, n. 468, sul quadro programmatorio e di bilancio dello Stato e delle Regioni, Convegno di contabilità regionale, Firenze 18 e 19 maggio 1979, atti del Convegno, Edizioni Remo SANDRON Firenze
- Rapporto sulla riforma del bilancio, Roma 1979, Officina Edizioni.
- Perché ogni italiano che viene al mondo ha già un debito di circa 3 milioni, in Medical Video Flash, anno IV n. 19, gennaio - febbraio 1979, Editore Gianni Mazzocchi
- Prime valutazioni sulla nuova metodologia di riscontro della copertura finanziaria delle leggi di spesa pluriennali (art. 4 legge 468/1978), Comunicazione al Convegno : "Programmazione poliennale della spesa pubblica: confronto di esperienze europee" tenutosi a Trento il 5/6 ottobre 1978
- Le nuove procedure di contabilità ed il bilancio dello Stato, in Democrazia e diritto, n. 3, 1978, Edito Democrazia e diritto.

Monorchio - Pacifico
- Nella CEE siamo quelli che pagano meno imposte, in Medical Video Flash, anno III, n. 16, luglio 1978, Editore Gianni Mazzocchi
- La riforma del bilancio dello Stato, Atti del Seminario organizzato dal Centro Studi della Fondazione Adriano Olivetti, tenuto a Roma il 28 febbraio 1978